# Faith Leon
Faith Leon (Waynesville, Carolina del Norte; 20 de marzo de 1985) es una actriz pornográfica estadounidense. Empezó a aparecer en películas para adultos en el año 2004, a los 19 años, habiendo aparecido desde entonces en más de 300. Cabe destacar que utiliza diversos nombres en sus actuaciones tales como Tori Taylor, Tory, Faith, Faith Leone, Sarah, Michelle, y Mychelle.

## Premios
- 2007 Premios AVN nominada – Best Three-Way Sex Scene – Naked and Famous[3]
- 2007 Premios AVN nominada – Best Group Sex Scene, Video – Blacklight Beauty[3]
- 2008 Premios AVN nominada – Unsung Starlet of the Year[4]
- 2008 Premios AVN ganadora – Best All-Girl Sex Scene, Film – Sex & Violins[4]
- 2008 Premios AVN nominada – Best All-Girl Sex Scene, Film – Through Her Eyes[4]
- 2008 Premios AVN nominada – Best Couples Sex Scene, Film – X[4]
- 2009 Premios AVN nominada – Best Group Sex Scene – Dark City[5]